# Arjun Appadurai
Arjun Appadurai (* 1949 em Mumbai) é um  antropólogo indiano conhecido pelos seus trabalhos sobre modernidade e globalização.

## Vida
Nos anos 1990 Appadurai foi MacArthur Fellow no Instituto de Estudos Avançados em Princeton. Na Universidade de Pensilvânia foi co-director do Centro de Estudos Culturais Transnacionais. Ele também foi director do Chicago Humanities Institute.
Atualmente, é professor de antropologia e de línguas e civilizações da Ásia meridional na Universidade de Chicago; também é director do Globalization Project na mesma universidade, onde trabalhou sobre a relação entre violência étnica e representações do território nos modernos estados-nação. Ele também é reitor da Nova Escola de Pesquisa Social da cidade de Nova Iorque.

## Aportes teóricos
Na sua obra Dimensões culturais da globalização. A modernidade sem peias (que já se converteu em obra de referência no estudo de geografia humana), Appadurai apresenta uma teoria de ruptura (com o passado, a causa da modernidade que "anda decididamente à solta") que anuncia o fim do Estado-nação (mas não do "Estado territorial").
Ele critica a modernidade dizendo que é uma teoria que não corresponde à realidade. Então vai buscar outra teoria que poderia explicar a mudança que vivemos - sem dúvida existe um câmbio. Ele pergunta:
"Que espécie de corte é este [que vivemos], senão o identificado pela teoria da modernização? (.) [É um corte em que] os meios de comunicação social [de massas] e a migração [de massas são] os seus dois diacríticos principais e interligados".
Os meios de comunicação de massas e as migrações de massas têm, segundo Appadurai, efeito decisivo sobre a obra da imaginação, e esta imaginação é a característica constitutiva da subjectividade moderna; por subjetividade moderna ele entende de certa maneira os "sentimentos de identidade" de cada um. 
Para sustentar a sua teoria, Appadurai utiliza vários conceitos, entre outras coisas:
- Imaginação, no sentido de Benedict Anderson na sua obra Comunidades imaginadas. Segundo Appadurai, a imaginação se torna fato social (no sentido de Durkheim); ele escreve:

"Imagem, imaginado, imaginário: são tudo termos que nos orientam para algo de fundamental e de novo nos processos culturais globais: a imaginação como prática social. Já não é mera fantasia (ópio do povo cuja verdadeira função está alhures), já não é simples fuga (de um mundo definido principalmente por objectivos e estruturas mais concretos), já não é passatempo de elites (portanto, irrelevante para as vidas da gente comum), já não é mera contemplação (irrelevante para novas formas de desejo e de subjectividade), a imaginação tornou-se um campo organizado de práticas sociais, uma maneira de trabalhar (tanto no sentido do labor como no de prática culturalmente organizada) e uma forma de negociação entre sedes de acção (indivíduos) e campos de possibilidade globalmente definidos. Este desatar da imaginação liga o jogo do pastiche (em certos cenários) ao terror e à coerção dos Estados e dos seus competidores. A imaginação está agora no centro de todas as formas de acção, é em si um facto social e é componente-chave da nova ordem global."
- Ele critica o culturalismo e o define como "política de identidade mobilizada ao nível do Estado-nação" e como "mobilização consciente das diferenças culturais ao serviço de uma política nacional ou transnacional mais ampla";
- Dimensões de fluxos culturais globais: etnopaisagem, tecnopaisagem, financiopaisagem, mediapaisagem e ideopaisagens;
- Fetichismo da produção e fetichismo do consumidor como substituindo a tese de Marx do fetichismo da mercadoria

"Por fetichismo da produção entendo uma ilusão criada pelo local da produção transacional contemporânea que máscara o capital translação,  os fluxos de lucro transacionais,  a gestão global e muitas vezes trabalhadores distantes (empregues em diversos tipos de operações de produção de alta tecnologia) com o idioma e o espetáculo do controlo local (por vezes até operário), produtividade nacional e soberania territorial. Na medida em que vários tipos de zonas de comércio livre se tornaram modelos de produção transversal, em especial de mercadorias de alta tecnologia, a própria produção tornou-se fetiche,  obscurecendo não as relações sociais enquanto tais, mas as relações de produção,  que são cada vez mais transacionais. A localidade ( quer no sentido da fábrica ou posto de produção local
, quer no sentido mais lato do Estado-nação ) torna-se um fetiche que disfarça as forças globalmente diversas e rege efectivamente o processo de produção. Isto gera alienação ( no sentido marxista) com dupla intensidade, pois o seu sentido social e agora composto por uma com picada dinâmica espacial cada vez mais global"

### Descolonizaçãodocríqueteindiano
Com o exemplo do críquete na Índia Appadurai analisa o papel do críquete para o nacionalismo indiano e sobretudo para as identidades comunitárias das populações da Índia. Ele diz que o críquete se desenvolveu como instrumento oficioso da política cultural do poder colonial inglês. Segundo ele, o críquete destilou, constituiu e comunicou valores de elite vitorianos (desportivismo, sentido de jogo limpo, pleno controlo de expressão de sentimentos, .) à população indiana. O desporte mesmo entrou num processo de indigenização e contribuiu à descolonização da Índia.

## Publicações
- Dimensões culturais da globalização, Teorema, Lisboa 2004, ISBN 0-86091-329-5 .
- Gender, Genre and Power (Appadurai era co-editor da University of Pennsylvania Press, 1991;
- The Social Life of Things (Appadurai era director de edição na Cambridge University Press, 1986);
- Worship and Conflict under Colonial Rule (Cambridge 1981).

## Ligações
- Sitio pessoal de Arjun Appadurai
- Fear of Small Numbers, Arjun Appadurai (Duke University Press, 2006)
- Globalization, editado por Arjun Appadurai (Duke University Press, 2001)
- Disjuncture and Difference in the Global Cultural Economy
- Modernity at Large, Arjun Appadurai (University of Minnesota Press, 1996)
- Artigo sobre o livro O Medo ao Pequeno Número: Ensaio Sobre a Geografia da Raiva : Iluminuras,2009
- Raiva e Medo no Mundo de Hoje : Violência nas relações internacionais é o tema do indiano Arjun Appadurai , por Felipe Cherubin - O Estado de S. Paulo